# フレデリック・マッカビン

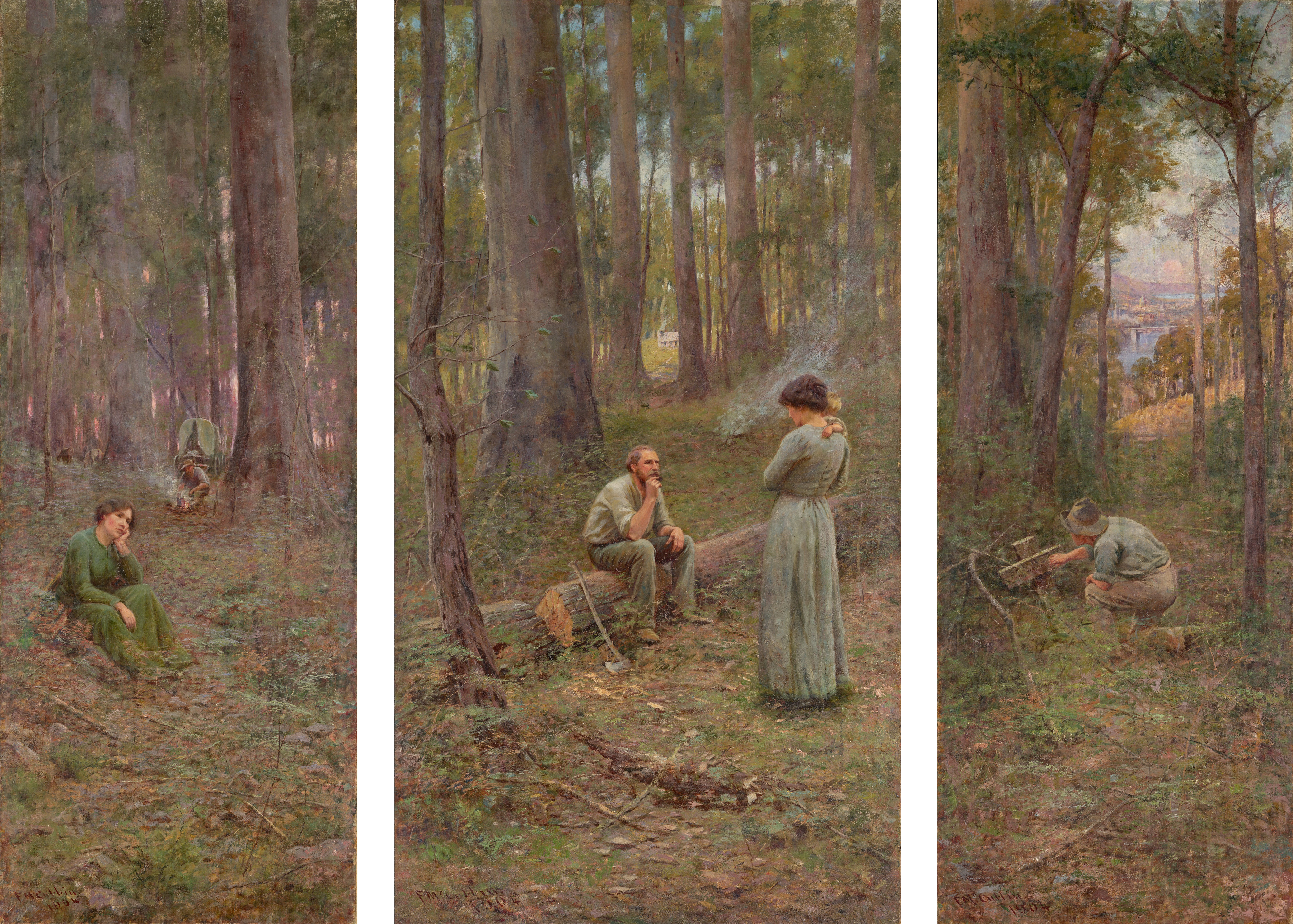
「The pioneer」(1904)

フレドリック・マッカビン（Frederick McCubbin、1855年2月25日 - 1917年12月20日）はオーストラリアの画家である。1880年代半ばから、ビクトリア州のメルボルン近郊のハイデルバーグに集まった芸術家「ハイデルバーグ派」(Heidelberg School)の画家の一人である。「オーストラリア印象派」の画家の一人としても知られる。

## 略歴
メルボルンのパン屋の息子に生まれた。法律家の事務員、美術教師、父親の仕事を手伝いながら、ビクトリア国立美術館(ナショナル・ギャラリー)付属の美術学校(National Gallery of Victoria Art School)で学んだ。ここで、親友となるトム・ロバーツと知り合い、 オーストリア生まれの風景画家、ユージン・フォン・ゲラード(Eugene von Guerard、名はウジェーヌとも:1811-1901)に学んだ。ビクトリア州美術アカデミーでも学び、その展覧会に1876年から出展し、1880年に初めて絵が売れた。この時期父親が亡くなったので、実家の商売も運営した。
1880年代に入った頃には、マッカビンの絵は注目されるようになり、ナショナル・ギャラリーの学生展覧会で1883年に一等を取るなど、多くの賞を受賞した。1880年代半ばには画家の仕事により専念するようになり、オーストラリアの風景画を描いた。1888年からナショナル・ギャラリーの美術学校のインストラクターとなり、後に「ハイデルバーグ派」のメンバーになるチャールズ・コンダー(Charles Conder:1868-1909)やアーサー・ストリートン(Arthur Streeton:1867-1943)を指導した。
1889年に結婚し、1901年からメルボルン郊外のマウントマセダン(Mount Macedon)に家を建てて暮らした。この時期に代表作のThe Pioneerを描いた。1907年に短い期間、イギリスを訪れた他、ほとんど国外へは出なかった。メルボルンの母校で美術教師として活動した。

## 作品

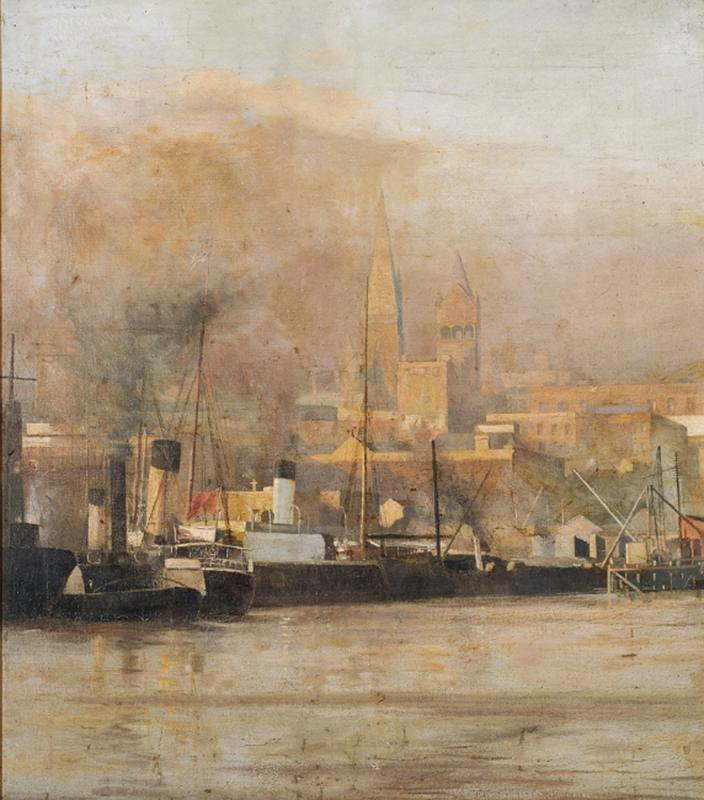
Melbourne
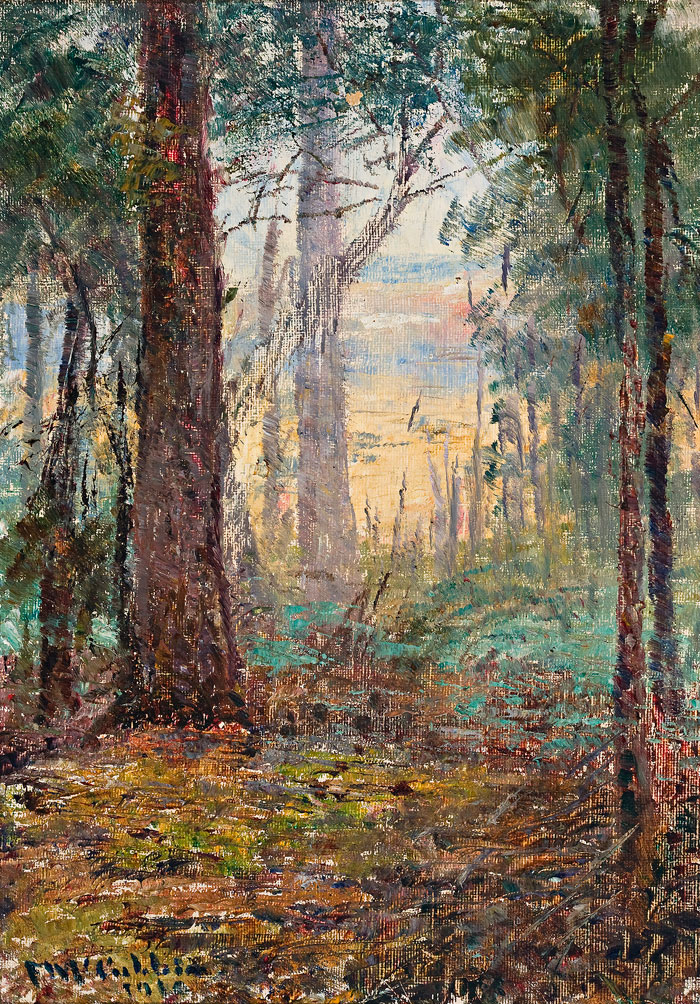
Forest Macedon
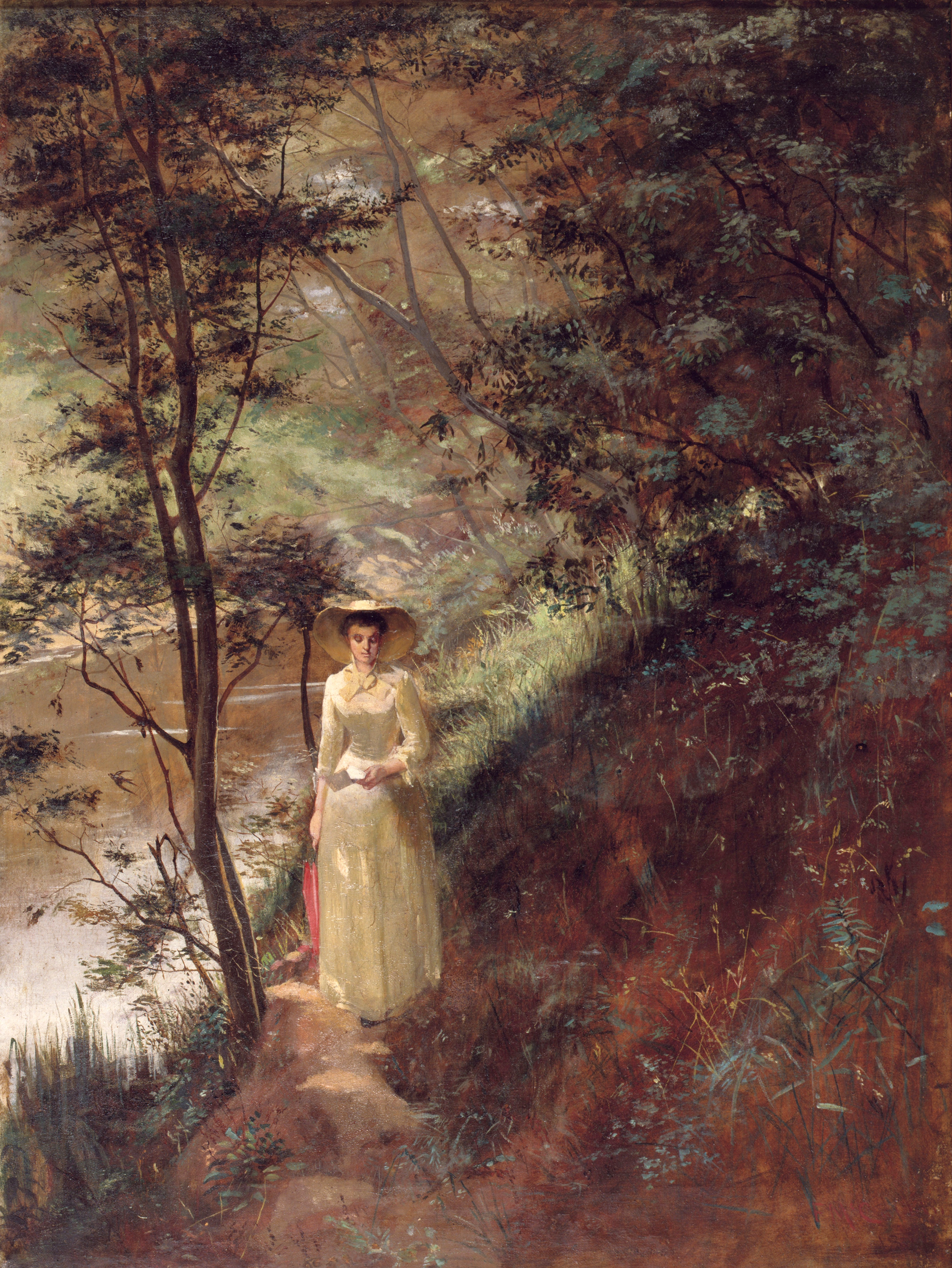
The Letter
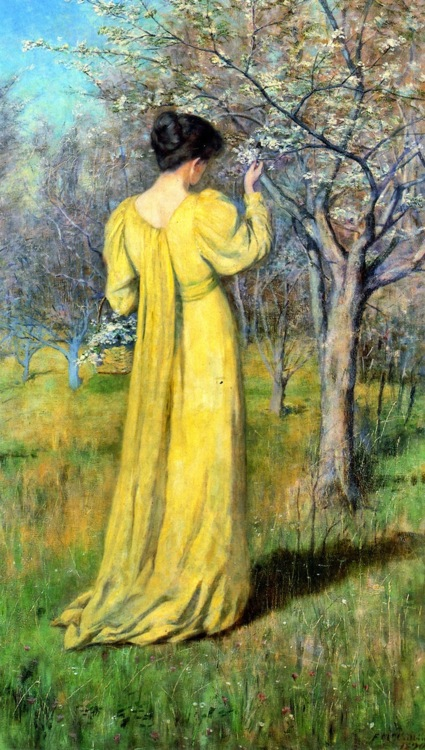
Spring

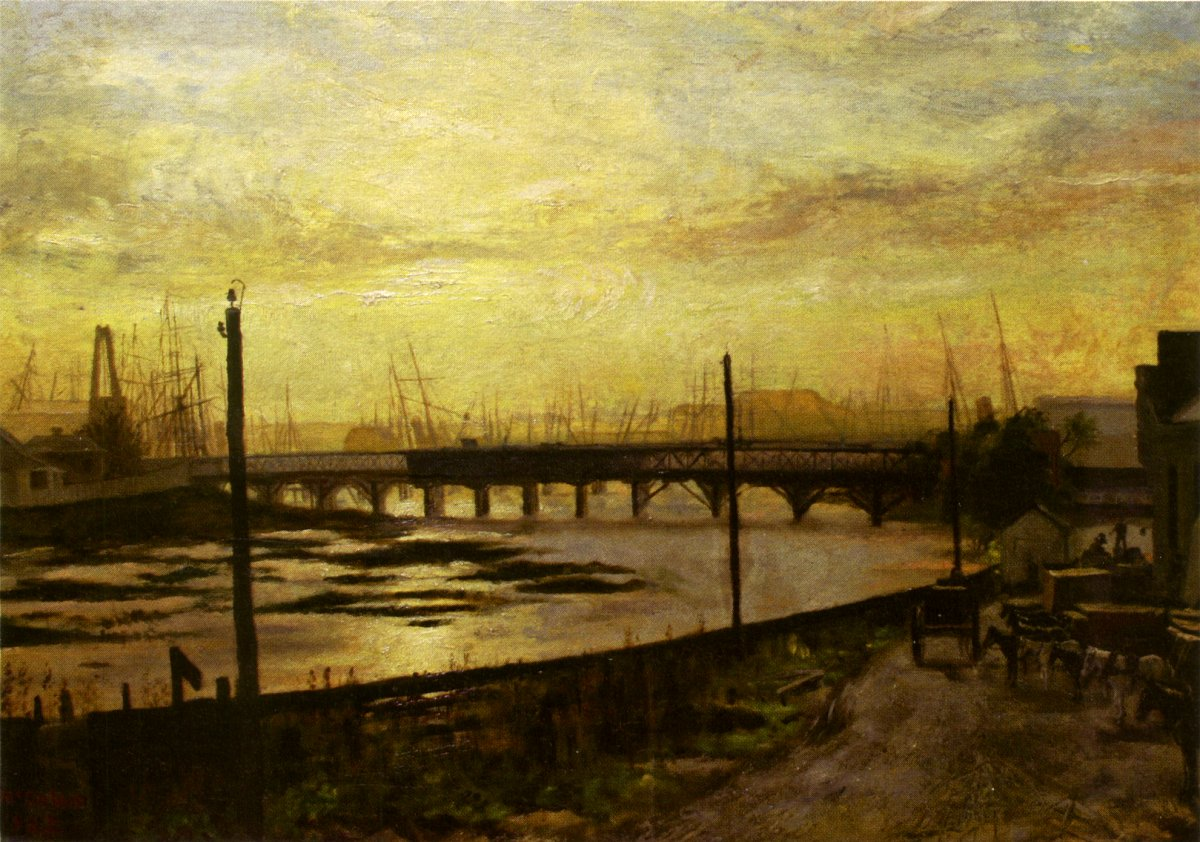
Falls Bridge Melbourne
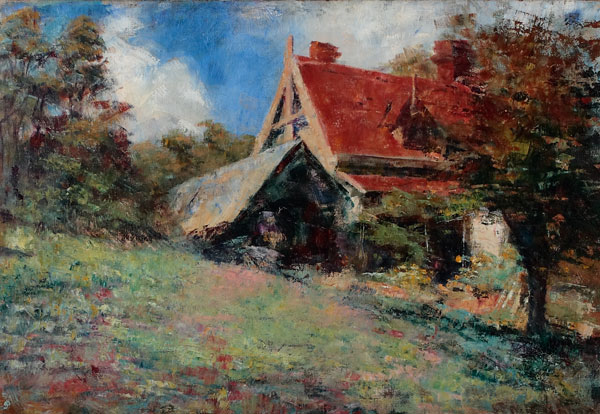
The artists studio, Macedon
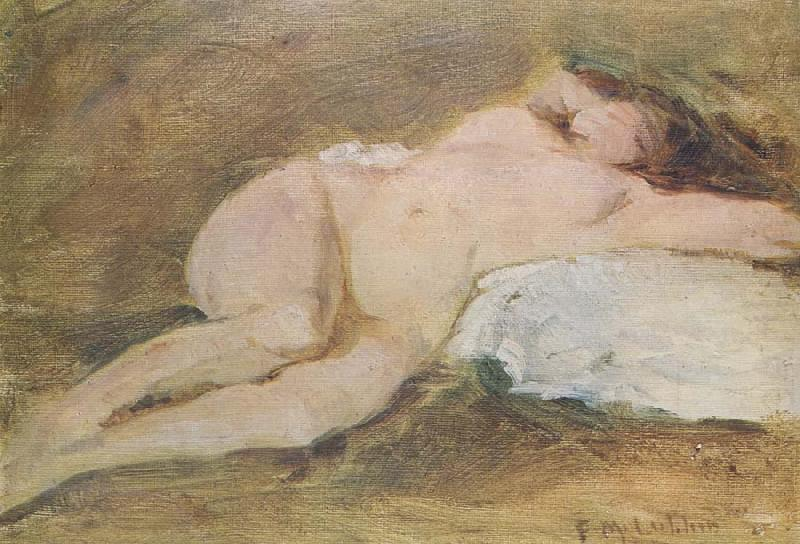
Nude study